# Lav Vrbanić
Lav Vrbanić (Vinkovci, 24. veljače 1904. – Zagreb, 16. svibnja 1983.), hrvatski pjevač (bas) i pjevački pedagog. 
Studirao je glasovir i kompoziciju na Muzičkoj akademiji u Zagrebu u klasi prof. Blagoja Berse, a zatim solopjevanje u klasi prof. Marije Kostrenčić. Bio je na usavršavanju u Beču i Milanu. Prvi je put u Operi HNK u Zagrebu nastupio 1933. godine. Isticao se kao koncertni pjevač, a zatim se posvetio pjevačkoj pedagogiji. U razdoblju od 1967. do 1972. djelovao kao profesor je na glazbenom konzervatoriju New England u Bostonu. 
Njegovi učenici bili su mnogi poznati hrvatski pjevači, primjerice Nada Ruždjak, Andrija Konc, Noni Žunec, Dinko Fio, Cynthia Hansell-Bakić, Nada Puttar-Gold, Ivo Lhotka-Kalinski, Majda Radić, Zlatko Šir, Blaženka Milić i drugi. Objavljivao je studije i članke o pjevanju.